# Wilfredo Vázquez Jr.
Wilfredo Vázquez Jr. est un boxeur portoricain né le 18 juin 1984 à Bayamón.

## Carrière
Fils de Wilfredo Vázquez, champion du monde dans trois catégories différentes, il remporte le titre vacant de champion WBO des super-coqs le 27 février 2010 après avoir battu Marvin Sonsona par KO à la 4e reprise, et le conserve le 29 mai 2010 par KO à la 10e reprise contre Zsolt Bedak.
Le 16 octobre 2010, Vázquez bat Ivan Hernandez par arrêt de l'arbitre au 11e round mais il perd son titre lors du combat suivant le 7 mai 2011 au 12e round face à Jorge Arce. Il perd à nouveau contre Nonito Donaire le 4 février 2012.